# Крыловка (Приморский край)
Крыло́вка — село в Кировском районе Приморского края. Административный центр Крыловского сельского поселения.

## География
Село Крыловка стоит на левом берегу реки Крыловка (правый приток Уссури) в 15 км до её устья.
Село Крыловка расположено к юго-востоку от районного центра посёлка Кировский. Дорога к селу Крыловка идёт от села Межгорье, до которого около 2 км (находится на автодороге Глазовка — Покровка).
Расстояние до посёлка Кировский (через Архангеловку) около 25 км.
На восток от села Крыловка идёт дорога к селу Большие Ключи, далее село Хвищанка и посёлок Горный.

## История
Село основано в 1901 году пятью семьями с Украины. Одним из первопоселенцев был землеустроитель Крылов Т. Г., и по одной из версий село названо его именем. Есть и такая легенда о происхождении названия села: 
Однако существует и легенда о том, что первым поселенцам предстала такая картина: будто большая птица раскинула свои крылья, как бы обнимая долину, вот и назвали село Крыловкой.
В 1915 году село входило в Марьяновскую волость Иманского уезда Приморской области. В то время в Крыловке проживало 586 российских подданных в 112 семьях и 6 китайцев иностранного подданства — всего 592 человека.

## Население
| 1926 | 2002 | 2005 | 2010 |
| ---- | ---- | ---- | ---- |
| 654  | ↘453 | ↘421 | ↘343 |

## Улицы
| - ул. Кооперативная, - ул. Луговая, - ул. Мира, - ул. Молодёжная, | - ул. Советская, - ул. Совхозная, - ул. Центральная, - ул. Школьная. |

## Экономика
- Сельскохозяйственные предприятия Кировского района.